# Leucania duplex
Leucania duplex là một loài bướm đêm trong họ Noctuidae.